# Susana Soca

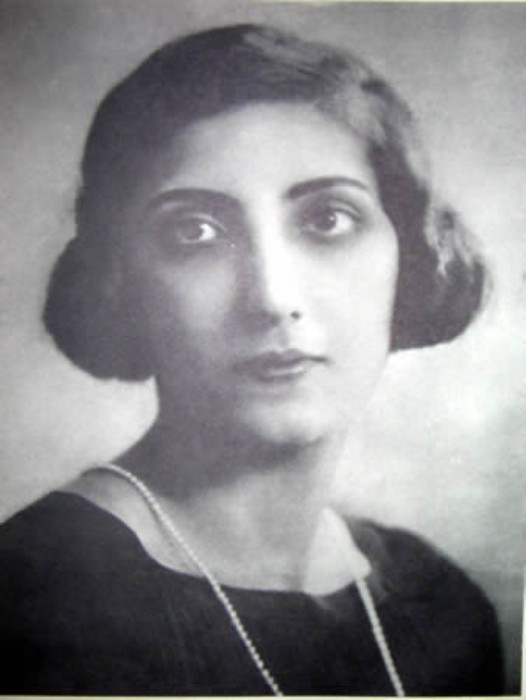

Susana Soca (1906-1959) là một nữ nhà văn, nhà thơ và là một người kết nối quan hệ người Uruguay. Trong thời gian làm việc hiệu quả nhất trong sự nghiệp cộng đồng của mình, phần lớn trùng với Chiến tranh thế giới thứ hai, cô sống ở Pháp. Soca cũng thành lập và trong nhiều năm đã sản xuất tạp chí văn học xuyên Đại Tây Dương La Licorne. Trong tạp chí của cô và các nơi khác, cô đều nổi bật về mức độ và hiệu quả của sự hỗ trợ của cô cho các nhà văn đồng nghiệp từ Mỹ Latinh và Châu Âu.
Cô đã chết gần sân bay Rio de Janeiro khi chiếc máy bay Lockheed mà cô là một hành khách đã gặp nạn, giết chết tất cả 29 hành khách và 7 trong số 10 thành viên phi hành đoàn.

## Tiểu sử

### Tuổi thơ
Susana Luisa María de las Mercedes Soca được sinh ra tại nhà của cha mẹ cô ở Montevideo. Cô đã được rửa tội vài ngày trước sinh nhật thứ hai của cô tại Notre-Dame (nhà thờ) ở Paris trong một chuyến đi gia đình đến châu Âu. Cha của Susana không đặc biệt tôn giáo nhưng mẹ cô là một người Công giáo La Mã tận tâm. Khi còn trẻ, Francisco Soca đã học ngành y ở Paris, nơi ông đã nộp thành công luận án tiến sĩ năm 1888.
Susana Soca là đứa con duy nhất còn lại của cha mẹ cô. Ở một đất nước có élite cầm quyền tương đối nhỏ, gia đình mà cô sinh ra rất giàu có và có mối quan hệ tốt. Gia đình của Francisco Soca đến từ Quần đảo Canary. Ông là một bác sĩ trong nhiều năm giữ chức chủ tịch y học lâm sàng tại trường đại học, và ông cũng tham gia ngày càng nhiều vào chính trị quốc gia. Ông được hưởng một danh tiếng chuyên nghiệp xuất sắc trong các gia đình hàng đầu của Montevideo, và trong chuyến thăm nhà để điều trị cho vợ của Juan Carlos Blanco Fernández (1847-1910), Luisa Acevedo de Blanco, ông đã gặp một trong những cô con gái của bệnh nhân của mình, Luisa Blanco Acevedo. Mặc dù chênh lệch 26 tuổi về tuổi tác, Francisco Soca và Luisa Blanco Acevedo đã kết hôn trong một nghi lễ dân sự tại nhà của gia đình Acevedo vào đêm 5/6 tháng 4 năm 1905. Nghi lễ tôn giáo được tổ chức tại nhà thờ vào ngày hôm sau, và cặp đôi sau đó khởi hành một chuyến đi đến châu Âu. Acevedo là một gia đình lớn tuổi. Thông qua các mối quan hệ quý tộc của mẹ cô, bà Susana Soca lớn lên ở Montevideo với nhiều người có ảnh hưởng lớn như chú của cô, nhà văn và thượng nghị sĩ người Uruguay, ông Eduardo Acevedo Díaz, người đã ký làm nhân chứng trong giấy chứng nhận kết hôn của cha mẹ cô.